# فرماندار کل کانادا
فرماندار کل کانادا نمایندهٔ پادشاهی بریتانیا (اکنون پادشاه چارلز سوم) در سطح فدرال یا ملی در کانادا است. فرماندار کل توسط پادشاه به پیشنهاد نخست‌وزیر منصوب می‌شود. دورهٔ انجام وظایف این سمت نامحدود است اما ۵ سال زمان معمول می‌باشد. از ۲ اکتبر ۲۰۱۷ تا ۲۰۲۱ ژولی پایِت به عنوان فرماندار کل کانادا بود. مری سایمون نخستین فرد بومی کانادایی است که از ۲۶ ژوئیه ۲۰۲۱ به عنوان ۳۰مین فرماندار کل کانادا این نمایندگی را عهده‌دار است.
در ۶ ژوئیه ۲۰۲۱، نخست‌وزیر جاستین ترودو اعلام کرد که ملکه الیزابت دوم انتصاب سیمون را به عنوان فرماندار کل بعدی کانادا تأیید کرده‌است.